# Crescent (Iowa)
Crescent – miasto w Stanach Zjednoczonych, w stanie Iowa, w hrabstwie Pottawattamie. 

## Demografia
Zgodnie ze spisem statystycznym z 2000 roku, miasto liczyło 537 mieszkańców. W 2023 roku liczba mieszkańców wzrosła do 624 osób, a gęstość zaludnienia przekroczyła 189 osób/km².